# کته تاک
کته تاک یک منطقهٔ مسکونی در ایران است که در دهستان نه واقع شده‌است.